# تزنیت
تِزنیت یکی از شهرهای کشور مراکش است.
این شهر در استان سوس ماسه درعه واقع شده و مرکز شهرستان تزنیت است.